# Sophronica nigriticollis
Sophronica nigriticollis är en skalbaggsart som beskrevs av Stefan von Breuning 1949. Sophronica nigriticollis ingår i släktet Sophronica och familjen långhorningar. Inga underarter finns listade i Catalogue of Life.